# Kushk (stad)
Kushk is een stad van de provincie Herāt, in het noordwesten van Afghanistan. De bevolking werd in 2006 geschat op 14.000 inwoners.